# سكلوب جليدي
سكلوب جليدي (الاسم العلمي: Cyclops glacialis) هو نوع من المفصليات يتبع جنس السكلوب من الفصيلة السكلوبية.